# De Allieredes intervention i Den Russiske Borgerkrig
De Allieredes intervention i Den Russiske Borgerkrig bestod af en række militære ekspeditioner, der blev indledt i 1918. Ententemagternes (De Allieredes) første mål var at hjælpe den Tjekkoslovakiske Legion med at sikre forsyninger af ammunition og våben til russiske havne. I perioden mellem 1918 og 1920 kontrollerede den Tjekkoslovakiske Legion periodisk hele den transsibiriske jernbane og flere større byer i Sibirien. I 1919 var De Allieredes mål at hjælpe Den Hvide Hær under den Russiske Borgerkrig. Efter Den Hvide Hær kollapsede i 1920, blev De Allieredes styrker trukket tilbage (for Japans tilfælde dog først i 1922, da den Hvide Hær efter Sydfrontens sammenbrud fortsat var aktiv i Sibirien). Den sovjetiske regering anvendte indtil dens sammenbrud i 1991 interventionen, som en del af deres anti-vestlige propaganda.
Målet med disse mindre interventioner var dels at forhindre Tyskland i at udnytte russiske ressourcer, besejre Centralmagterne og at støtte de af Ententens styrker, der var fanget i Rusland efter bolsjevikkernes revolution. De Allieredes tropper blev også landsat i Arkhangelsk og i Vladivostok som en del af interventionerne i henholdsvis Nordrusland og Sibirien.
De Allieredes indsats blev dels hæmmet af forskellige målsætninger samt krigstræthed fra 1. verdenskrig. Disse faktorer sammenholdt med evakueringen af den Tjekkoslovakiske Legion i september 1920 tvang De Allierede til at afslutte interventionerne i Nordrusland og Sibirien i 1920, skønt den japanske intervention i Sibirien fortsatte indtil 1922. Kejserriget Japan fortsatte sin besættelse af den nordlige halvdel af Sakhalin indtil 1925.

## Baggrund

### Revolution
I begyndelsen af 1917 befandt Det Russiske Kejserrige sig i en intern politisk strid, hvor den offentlige støtte til første verdenskrig og Nikolaj 2. var begyndt at aftage og efterlod landet på randen af revolution. Februarrevolutionen i marts 1917 bevirkede, at Nikolaj 2. den 16. marts som følge af intenst politisk og personligt pres valgte at abdicere, hvorefter den russiske provisoriske regering blev dannet; oprindeligt ledet af Georgij Lvov (fra marts til juli 1917) og senere af Aleksandr Kerenskij (juli til november 1917). Den provisoriske regering lovede at fortsætte med at bekæmpe tyskerne på østfronten.
De Allierede havde leveret forsyninger til Rusland siden begyndelsen af krigen i 1914 gennem havnene i Arkhangelsk, Murmansk (etableret i 1915) og Vladivostok. I april 1917 gik USA ind i krigen på De Allieredes side. Den amerikanske præsident Woodrow Wilson havde tidligere været imod en deltagelse i krigen som allieret med den autokratiske zar, men med Nikolaj 2.’s abdikation og omdannelsen af det russiske kejserrige til Den Russiske Republik blev disse forbehold opgivet, og USA begyndte at yde økonomisk og teknisk støtte til Rusland under Kerenskijs regering.
Krigen blev stadig mere upopulær hos den russiske befolkning. Den politiske og sociale uro voksede, mens støtten til det marxistiske bolsjevikiske parti (RSDAP(b)) ledet af Vladimir Lenin, som var modstander af krigen, voksede. Dette medførte også, at et stort antal almindelige soldater enten begik mytteri eller deserterede fra den russiske hær. Kerenskij-offensiven blev indledt den 1. juli, men et tysk og Østrig-Ungarsk modangreb besejrede de russiske styrker. Dette førte til østfrontens sammenbrud. Den demoraliserede russiske hær stod på randen af mytteri, og mange soldater havde forladt frontlinjerne. Kerenskij erstattede den 19. juli 1917 Aleksej Brusilov med Lavr Kornilov som øverstkommanderende for hæren.
Kornilov forsøgte at oprette et militærdiktatur ved et kup den 10. september. Han havde støtte fra den britiske militærattaché i Petrograd, brigadegeneral Alfred Knox. Kerenskij beskyldte i denne sammenhæng Knox for at viderebringe pro-Kornilov-propaganda. Kerenskij hævdede også, at Lord Milner, medlem af det britiske krigskabinet, havde skrevet et brev til ham, hvori han udtrykte støtte til Kornilov. En britisk deling af pansrede køretøjer, under Oliver Locker-Lampsons kommando og iklædt russiske uniformer, deltog i det mislykkede kup. Oktoberrevolutionen den 25. oktober førte til, at Kerenskijs provisoriske regering blev væltet, hvorefter bolsjevikkerne overtog magten.

### Rusland træder ud af første verdenskrig
Sammenbruddet på Østfronten og bolsjevikkernes revolution indebar, at Centralmagterne i begyndelsen af 1918 kunne rykke ind i Rusland. De besatte omfattende landområder og truede med at erobre Moskva og indføre et nyt regime. Lenin ønskede at indgå en fredsaftale med Tyskland, men fik ikke godkendelse fra bolsjevikkerne førend slutningen af februar 1918. For at afslutte krigen, som bolsjevikkerne havde lovet den russiske befolkning under sloganet Fred, brød, jord, underskrev den Russiske Socialistiske Føderative Sovjetrepublik (Russiske SFSR) Brest-Litovsk-traktaten den 3. marts 1918 og afsluttede kamphandlingerne. De Allierede følte sig forrådt og vendte sig mod det nye regime og støttede i stedet bolsjevikkernes modstandere (organiseret i den Hvide hær) ved blandt andet at indsætte tropper for at forhindre russisk forsyning i at nå Tyskland. 
De Allierede havde en interesse i, at Rusland genoptog kamphandlingerne på Østfronten for på denne måde at hindre at Centralmagterne kunne overføre tropper til Vestfronten. Der var derfor et ønske om at vælte bolsjevikkernes regering og i stedet indsætte en regering, der ville fortsætte krigen på de allieredes side. Ifølge William Henry Chamberlin overvejede "Downing Street at danne et protektorat over Kaukasus og Quai d'Orsay over Krim, Bessarabien og Ukraine" allerede før Brest-Litovsk-traktaten, og begyndte i denne forbindelse at forhandle aftaler om finansiering og skabelsen af en hær ledet af “Hvide Generaler”. RH Bruce Lockhart og en anden britisk agent forsøgte i samarbejde med en fransk embedsmand i Moskva at organisere et kup, der skulle vælte bolsjevikkernes regering. De samarbejdede dog med nogle dobbeltagenter og blev afsløret og arresteret. Fransk og britisk støtte til "de hvide" var ligeledes motiveret af et ønske om at beskytte de aktiver, de havde erhvervet gennem omfattende investeringer i det zarens Rusland.

### Tjekkoslovakiske legion
Under krigen havde en tjekkoslovakisk legion kæmpet på de allieredes side og havde bl.a. som mål at danne et selvstændigt Tjekkoslovakiet uafhængigt af centralmagten Østrig-Ungarn. Den tjekkoslovakiske legion var primært placeret i Rusland. Da Rusland trådte ud af krigen var den tjekkoslovakiske legion fortsat i Rusland,
Indgåelsen af Brest-Litovsk-traktaten sikrede, at krigsfanger ville blive hjemsendt. I 1917 erklærede bolsjevikkerne, at hvis de tjekkoslovakiske legioner forblev neutrale og forpligtigede sig til at forlade Rusland, ville de få sikker passage gennem Sibirien til Vladivostok i Fjernøsten, hvorfra de kunne sejles til Frankrig og der indsættes på Vestfronten i kamp for de allierede. De tjekkoslovakiske legioner rejste via den transsibiriske jernbane til Vladivostok. Men kampe mellem de tjekkoslovakiske legioner og bolsjevikkerne brød ud i maj 1918.[kilde mangler]

### De vestlige allieredes bekymringer
For de vestlige allierede var sammenbruddet på østfrontens et væsentligt tilbageslag, da dette medførte, at Centralmagterne kunne overføre tropper til vestfronten. Herudover så de vestlige allierede med bekymring på bolsjevikkernes revolution, da de frygtede at kommunister i andre lande skulle følge Ruslands eksempel. Dertil kom, at de vestlige allierede frygtede, at de store mængder af forsyninger og udstyr, der lå i de russiske havne skulle falde i Centralmagternes hænder. Landsætningen af en division tyske tropper i Finland i april 1918 bekymrede ligeledes De Allierede. Dette var medvirkende til at øge spekulationerne om, hvorvidt tyskerne ville forsøge at opnå kontrol med jernbanen mellem Murmansk og Sankt Petersborg og derefter den strategisk vigtige havn i Murmansk og muligvis Arkhangelsk. Ligeledes eksisterede der en bekymring om, hvorvidt den tjekkoslovakiske legion potentielt ville blive givet fri passage gennem Sibirien. 
I tillæg til de vestlige allieredes bekymringer om udviklingen i Rusland, kunne de vestlige allierede også konstatere, at bolsjevikker 
I en estiske provins i det tidligere russiske kejserrige havde der længe været uro og en forholdsvis stærk selvstændighedsbevægelse. Ved kejserrigets sammenbrud indledtes en estisk selvstændighedskrig, hvor en etisk nationalhær med støtte fra finske frivillige kæmpede mod den Røde Hær.
Som følge af disse begivenheder og overvejelser besluttede den britiske og franske regering, at en militær intervention i Rusland var påkrævet. Ironisk nok kom den første britiske landsætning af tropper i Rusland imidlertid efter anmodning fra den lokale sovjet i Murmansk, der frygtede et tysk angreb på byen, hvorfor de bad om hjælp fra de allierede. Britiske tropper ankom den 4. marts 1918; dagen efter blev Brest-Litovsk-traktaten underskrevet mellem Tyskland og Ruslands regering.
Som følge af mangel på tropper anmodede briterne og franskmændene om, at præsident Wilson bidrog med amerikanske soldater til interventionen i Rusland. Wilson trodsede sit eget krigsministeriums anbefalinger og accepterede i juli 1918 briternes og franskmændenes anmodning. Wilson valgte at sende i første omgang 5.000 amerikanske tropper til Rusland. Denne styrke, der blev kendt som "American North Russia Expeditionary Force" (også kaldet "Polar Bear Expedition") blev sendt til Arkhangelsk, mens yderligere 8.000 soldater blev mobiliseret som "American Expeditionary Force Siberia",  som blev sendt til Vladivostok fra Filippinerne og fra Camp Fremont i Californien.
Samme måned accepterede den canadiske regering en anmodning fra den britiske regering om at lede og levere de fleste tropper til den kombinerede styrke fra det britisk imperium, som også omfattede australske og indiske tropper. Noget af denne styrke var den canadiske sibiriske ekspeditionsstyrke, mens en anden del af styrken tog del i interventionen i Nordrusland. En Royal Navy flåde blev sendt til Østersøen under admiral Edwyn Alexander-Sinclairs ledelse. Denne flåde bestod af moderne C-klasse krydsere og V- og W-klasse destroyere. I december 1918 sejlede Sinclair ind i estiske og lettiske havne og sendte tropper og forsyninger i land og lovede samtidig at angribe bolsjevikkerne "så langt mine kanoner kan nå". I januar 1919 blev Sinclair afløst af admiral Walter Cowan.
Japanerne, der længe havde haft territorielle ambitioner på fastlandet i Fjernøsten, mobiliserede den største militærstyrke med omkring 70.000 tropper. De ønskede oprettelsen af en bufferstat i Sibirien og den kejserlige japanske hærs generalstab så situationen i Rusland som en mulighed for at løse Japans "nordlige problem". Den japanske regering var også skeptisk og fjendeligt indstillet over for kommunismen.
Italienerne dannede den specielle "Corpo di Spedizione" med Alpini-tropper sendt fra Italien og tidligere krigsfanger med italiensk etnicitet fra den tidligere østrig-ungarske hær, der blev rekrutteret til den italienske Legione Redenta. Tropperne var oprindeligt baseret i den italienske handelsstation i Tientsin i Kina og talte omkring 2.500.
Til trods for at sovjetisk propaganda ofte portrætterede De Allieredes intervention som en alliance, der havde til formål at knuse en spirende og verdensomspændende kommunistisk revolution i vuggen, var De Allierede i virkeligheden ikke særlig interesserede i interventionen.[kilde mangler] Dog var der stemmer, såsom Winston Churchill, der kraftigt støttede interventionen, men disse udgjorde et mindretal.[kilde mangler] De Allieredes primære mål var at besejre Tyskland ved vestfronten. Bolsjevikkernes afvisning af at ville tilbagebetale den russiske statsgæld optaget af zar-regimet og nationaliseringer af industrier og selskaber ejet af udlændinge medførte spændinger mellem de vestlige allierede og Rusland, men den største bekymring for De Allierede var bolsjevikkernes ønske om at få Rusland ud af første verdenskrig. De Allierede så med mistro på den kontrarevolutionære Hvide hær, som blev anset som en mindre gruppe konservative nationalister, der ikke udviste villighed til at reformere Rusland. Den vestlige presse omtalte også "de hvide" med mistro, bl.a. grundet den modstand som vestlige fagforeninger udviste overfor de kontrarevolutionære. Generelt var det lave antal døde og tilskadekomne for De Allieredes i den russiske intervention et udtryk for, at niveauet af kamphandlinger var stærkt begrænset. Den udenlandske intervention i Den russiske borgerkrig gav imidlertid bolsjevikkerne rig mulighed for at anvende interventionen til propagandaformål.
Churchill, der var den største fortaler for den russiske intervention, var en stor antisocialist og så bolsjevismen som socialismens værste form. Som et resultat heraf forsøgte han at få støtte til intervention af ideologiske grunde. Størstedelen af den britiske presse var instinktivt fjendtlige over for bolsjevikregimet og støttede interventionen. Mange aviser opmuntrede og tilskyndede aktivt De Allierede til at intervenere under krigen.

## Udenlandske styrker i Rusland
Antal udenlandske soldater, der var til stede i de forskellige regioner under interventionen i Rusland:
- 1.500 franske og britiske tropper ankom oprindeligt i Arkhangelsk [35]
- 14.378 britiske tropper i Nordrusland[36]
- 1.800 britiske tropper i Sibirien[37]
- 50.000 rumænske tropper under ledelse af general Ioan Istrate i Bessarabien. :375–376  :167–168
- 23.351 grækere, der trak sig tilbage efter tre måneder (på Krim samt omkring Odessa og Kherson)[38]
- 15.000 franskmænd, som ligeledes var del af interventionen i det sydlige Rusland
- 40.000 britiske tropper i Kaukasus-regionen i januar 1919[7]
- 13.000 amerikanere (i Arkhangelsk- og Vladivostok-regionerne)[27][28]
- 11.500 ester i det nordvestlige Rusland[25]
- 2.500 italienere i Arkhangelsk-regionen og Sibirien[39]
- 1.300 italienere i Murmansk-regionen.[40]
- 150 australiere (mest i Arkhangelsk-regionerne)[41]
- 950 britiske tropper i Trans-Kaspien[6]
- +70.000 japanske soldater i den østlige region
- 4.192 canadiere i Sibirien, 600 canadiere i Arkhangelsk[42]

## Felttog

### Det nordlige Rusland
Den første britiske involvering i krigen var landsætningen i Murmansk i begyndelsen af marts 1918. 170 britiske soldater ankom den 4. marts 1918, dagen efter indgåelsen af Brest-Litovsk-freden. Den 2. maj deltog britiske tropper i deres første militære kamphandlinger. En gruppe "Hvide Finner" havde erobret den russiske by Petjanga, og britiske marinesoldater kæmpede sammen med bolsjevikkerne for at erobre området. I denne første kamphandling havde britiske tropper kæmpet mod Hvide styrker til støtte for Den Røde Hær. I de følgende måneder var de britiske styrker i området kun involveret i små kampe og træfninger med "Hvide Finner". Dog blev forholdet mellem briterne og De Røde stærkt forringet i samme periode, hvor det gik fra mistillid mellem parterne til åben fjendtlighed. En bolsjevikisk styrke blev sendt for at opnå kontrol med Murmansk-Sankt Petersborg-jernbanen, men efter en række sammenstød lykkes det De Allierede at afvise bolsjevikkernes angreb. Dette var den første rigtige kamp mellem tropper fra De Allierede og De Røde. Briterne opsporede et tog fyldt med bolsjevikiske tropper ved Kandalaksja med retning nord på, men briterne nåede at overbevise dem om at stoppe, inden serbiske forstærkninger ankom og overtog toget.
I september 1918 ankom en styrke på 1.200 italienere samt en lille bataljon med canadiske og franske tropper. I begyndelsen af efteråret 1918 var det anslået, at der befandt sig ca. 6.000 britiske soldater i Rusland. Den 2. august 1918 gennemførte anti-bolsjevikiske styrker, ledet af zarkaptajn Georgi Chaplin, et kup mod den lokale sovjet i Arkhangelsk. Den britiske general Frederick Poole havde koordineret kuppet med Chaplin, hvor De Allieredes krigsskibe havde sejlede ind i Arkhangelsk havn fra Hvidehavet. Der var først en vis modstand,  men 1.500 franske og britiske tropper besatte snart byen. Der blev efterfølgende formet en regering for området af Chaplin og den populære revolutionære Nikolaj Tjajkovskij.
På fronten ved Murmansk blev de britiske tropper beordret til at indtage byen Koikori den 28. august, som en del af en bredere offensiv ind i Østkarelen. Angrebet på byen var uorganiseret og resulterede i, at tre marinesoldater blev dræbt mens yderligere 18 blev såret. Et angreb på Ussuna blev også slået tilbage. Næste morgen, med udsigt til endnu et angreb på byen, nægtede en gruppe marinesoldater at adlyde ordrer og trak sig tilbage til en nærliggende venligsindet by. Som en direkte konsekvens af dette blev 93 mænd dømt til døden, mens andre blev idømt domme som medført hårdt straffearbejde. I december 1919 ophævede den britiske regering, under pres fra flere parlamentsmedlemmer, dødsdommene og reducerede straffen for alle de dømte mænd betydeligt.
Den 4. september 1918 ankom tre amerikanske bataljoner til Arkhangelsk støttet af ingeniørtropper og under kommando af oberst George Stewart. Denne styrke talte 4.500 mand. I slutningen af september var amerikanske marinesoldater sammen med britske soldater nået Nijne-Toimski, som dog viste sig at være for stærk til at indtage. Den 27. oktober blev De Allieredes styrker lokket i et bagholdsangreb ved Kulika nær Topsa og mistede mindst 27 mænd mens yderlige mænd blev sårede, et tal, der dog kunne have været højere, hvis det ikke havde været for pollakere, der dækkede tilbagetoget. De Allierede tropper forholdt sig passive hen over vinteren 1918, hvor de udsendte enkelte vinterpatruljer. Da Den Hvide Hær for første gang blev sendt i aktion under det nordrussiske felttog, den 11. december 1918, begik De Hvide mytteri. Lederne af Den Hvide Hær blev beordret skudt af den britiske general Ironside.
Inden for fire måneder havde De Allieredes landovertagelser skrumpet med 30-50 kilometer langs området ved nordlige Dvina og Onegasøen, som følge af vedholdende angreb fra bolsjevikkerne. Bolsjevikkerne lancerede deres største offensiv langs den nordlige Divina på våbenhviledagen for Vestfronten den 11. november 1918, hvilket bl.a. førte til hårde kampe ved Slaget om Tulgas. Da nyheden om våbenhvilen med Tyskland kom, forventede mange af de britiske tropper i Arkhangelsk, at man ville fortage en hurtig tilbagetrækning fra Nordrusland, men dette stod dog snart klart, at dette ikke ville ske.
Den 27. januar 1919 blev der i Arkhangelsk modtaget en meddelelse om, at bolsjevikkerne havde affyret giftgasgranater mod britiske positioner ved Arkhangelsk-Vologda-jernbanen. Bolsjevikkernes brug af giftgas blev snart annonceret i britisk presse. Bolsjevikkerne benyttede giftgasgranater mod briterne ved mindst to lejligheder i Nordrusland, selvom effekten af disse var begrænset.
I Murmansk-området besluttede briterne, at den eneste måde hvorpå man kunne opnå succes og fordrive bolsjevikkerne fra magten, var ved at danne en stor Hvid Hær. Forskellige rekrutterings- og værnepligtsforsøg blev lanceret, men det lykkedes ikke at mobilisere en tilstrækkelig stor hær. Det blev derfor i februar 1919 besluttet, at man ville drage sydpå for at erobre flere befolkede områder, hvorfra man kunne rekruttere flere soldater. Dette ville blive den første betydningsfulde kamphandling ved Murmansk-fronten mellem De Allierede og bolsjevikkerne. De Allierede blev mødt med hård modstand ved byen Segeja, som det dog lykkes dem at indtage. Halvdelen af Den Røde Hærs garnison ved Segeja blev enten tilfangetaget, såret eller dræbt. I forbindelse med offensiven i februar 1919 lykkes det de britiske styrker at fordrive Den Røde Hær til Soroko og så langt sydpå som Olimpi. På trods af at bolsjevikkerne forsøgte at lancere forskellige modangreb, havde briterne den 20. februar indtaget et område svarende til 3.000 kvadratkilometer.
Den længste fremrykning fra nordfronten i begyndelsen af 1919 var en allieret mission i Shenkursk ved Vaga-floden og Nizhnyaya Toyma ved den nordlige Dvina. Den strategisk vigtige by Shenkursk blev af den britiske general Ironside beskrevet som 'den vigtigste by i Nordrusland' efter Arkhangelsk, og han var fast besluttet på at holde frontlinjen. Britiske og allierede tropper blev imidlertid fordrevet fra netop Shenkursk efter intense kampe den 19.-20. januar 1919. I løbet af de efterfølgende dage fløj RAF-fly adskillige bombe- og rekognosceringsmissioner for at støtte tilbagetrækningen fra Shenkursk. Slaget ved Shenkursk var et vigtigt vendepunkt i felttoget, og De Allieredes tab af byen satte dem på retræte langs jernbanen og Dvina-fronterne de næste par måneder.
Ved fronten syd for Arkhangelsk gik De Allierede styrker gradvist frem. Den 23. marts angreb britiske og amerikanske tropper landsbyen Bolshie Ozerki, men den første bølge af angribere blev afvist. Den næste dag angreb 500 bolsjevikker Shred Mekhrenga, men blev til sidst afvist. 100 bolsjevikker omkom i kamphandlingerne, mens briterne ikke mistede nogle soldater. Endnu et bolsjevikisk angreb blev iværksat på Seltskoe, men også dette angreb mislykkedes. I alt mistede bolsjevikkerne 500 mand på en dag i de to angreb.
Mange af de britiske og udenlandske tropper nægtede ofte at kæmpe, og bolsjevikkernes angreb blev derfor lanceret ud fra en overbevisning om, at nogle britiske tropper kunne finde på at skifte side, når deres overordnede var blevet dræbt. De mange mytterier blandt Den Hvide Hær demoraliserede De Allieredes soldater og påvirkede moralen negativt. De Allierede styrker blev ligeledes påvirket af egne mytterier, idet der var eksempler på, at både britiske, amerikanske og canadiske styrker gjorde oprør. 
En større offensiv blev lanceret i maj 1919 ved Murmansk-fronten. Under fremrykningen mod Medvyeja-Gora den 15. maj blev det ihærdige bolsjevikiske forsvar endt med en bajonetladning. Britiske og bolsjevikiske pansrede tog udvekslede efterfølgende ild, da briterne forsøgte at opnå kontrol med større dele af den lokale jernbane. Der blev opnået kontrol med byen den 21. maj, da italienske og franske tropper sluttede sig til den britske fremrykning. Det lykkedes dog ikke de allierede under maj-offensiven at indtage den største by i regionen, Petrosavodsk.
I april 1919 begyndte en rekruttering i Storbritannien til den nyoprettede North Russian Relief Force, en frivillig styrke, der skulle forsvare de eksisterende britiske positioner i Rusland. I slutningen af april havde 3.500 mand meldt sig, og de blev derefter sendt til Nordrusland. Den offentlige mening om dannelsen af denne styrke var blandet. Hjælpestyrken ankom til det nordlige Rusland i slutningen af maj -juni.
Den 25. april 1919 opstod mytteri blandt en bataljon i Den Hvide Hær, hvor ca. 300 mand sluttede sig til Den Røde hær, der herefter angreb de allierede ved Tulgas. I maj og juni modtog de oprindelige britiske styrker — der var ankommet til Arkhangelsk i august og september 1918 — endelig ordrer om, at de skulle hjem. I begyndelsen af juni blev de franske tropper trukket tilbage, hvorefter de britiske marinesoldater og alle canadiske tropper ligeledes blev hjemsendt fra området. Alle tilbageværende amerikanske tropper i området blev også trukket tilbage. I begyndelsen af juli 1919 var de italienske tropper på nippet til mytteri, da dets mænd var alvorligt utilfredse med deres fortsatte tilstedeværelse i Rusland så længe efter våbenhvilen ved Vestfronten. I midten af juli blev de to kompagnier af amerikanske jernbanetropper også trukket tilbage. De franske og amerikanske tropper, der var stationeret i nord, var ligeledes tilbageholdende med at kæmpe, og franske tropper i Arkhangelsk nægtede at deltage i offensive kamphandlinger. På trods af at de hvervede tropper ved hvervningen var blevet lovet, at de kun skulle bruges til defensive formål, blev der i juni lagt planer om at bruge mændene i den nordrussiske nødhjælpsstyrke i en ny offensiv, der havde til formål at erobre den centrale by Kotlas, som ville skabe en forbindelse til Koltjaks Hvide Hær i Sibirien. Koltjaks hær angreb derfor byerne Topsa og Troitsa, idet man forventede føromtalte offensiv fra De Allierede. Koltjaks styrker dog hurtigt blev afvist og var nødsaget til at trække sig tilbage, hvorefter Kotlas-offensiven indstillet.
I begyndelsen af juli 1919 begik en enhed i Den Hvide Hær, under britisk kommando, mytteri og dræbte sine britiske officerer, hvorefter 100 mand tilsluttede sig bolsjevikkerne. Et lignende mytteri fandt sted senere på måneden mod australske tropper. Den 20. juli begik 3.000 Hvide tropper i den vigtige by Onega mytteri og overgav byen til bolsjevikkerne. Tabet af byen var et betydeligt tilbageslag for De Allierede styrker, da det var den eneste tilgængelige landbaserede rute, som kunne bruges til at forsyne tropperne placeret mellem Murmansk og Arkhangelsk. Denne begivenhed medførte, at briterne mistede al resterende tillid til De Hvide, ligesom det bidrog til øge ønsket om at trække sig tilbage. Et forsøg på at generobre den vigtige by blev snart indledt, men angrebet mislykkes i slutningen af juli. På et allieret skib med en besætning af 200 “hvide” russere, lykkedes det fem tilfangetagne bolsjevikker at overtage kontrollen over skibet uden nævneværdig modstand. På trods af de allieredes tilbageslag blev en bataljon britiske marinesoldater sendt til området i slutningen af juli, for at hjælpe og assistere udstationerede britiske soldater i området.
I august og september 1919 opstod på Dvina-fronten nogle af de hårdeste kampe mellem britiske tropper og Den Røde Hær. I august blev der lanceret en større offensiv langs Dvina i et forsøg på at demoralisere bolsjevikkerne og at højne de hvide troppers moral før en tilbagetrækning. Som et led i offensiven blev byen Gorodok angrebet. Under angrebet blev der tilfangetaget 750 bolsjevikker, ligesom et batteri viste sig at have været bemandet af tyske tropper. Byen Seltso blev også angrebet, men et stærkt bolsjevikisk forsvar stoppede enhver britisk fremgang. Byerne Kochamika, Jinta, Lipovets og Zaniskaja blev imidlertid indtaget med ringe modstand fra Den Røde Hær. I alt førte offensiven til 700 døde bolsjevikker, hvilket blev betragtet som en succes.
En sidste offensiv på Murmansk-fronten blev indledt af De Allierede styrker i september, der havde til formål at skade de bolsjevikiske styrker, således Den Hvide Hærs position i området ville blive styrket inden den planlagte tilbagetrækning. Serbiske styrker støttede briterne i et forsøg på at skubbe bolsjevikkerne ud af byerne Koikori og Ussuna og Konchozero. Forsvaret ved Koikori og Ussuna var imidlertid stærkere end forventet, og angrebene mislykkedes. Serberne og De Hvide russiske tropper angreb igen den 11. og 14. september, men disse angreb mislykkedes også. Det lykkedes dog briterne at nå Nurmis-floden den 18. september, hvor 9.000 tropper, heraf 6.000 Hvide russere, deltog i denne sidste offensiv.
Under de allieredes tilbagetrækning blev en gruppe britiske tropper den 22. september sendt i fire fiskebåde mod Kandalaksja i et forsøg på for at standse sabotageoperationer udført af finske bolsjevikker mod jernbanen der. De britiske tropper blev dog lokket i baghold allerede inden landsætningen og led store tab — med 13 mænd dræbt og 4 sårede. Som en direkte konsekvens af dette ødelagde bolsjevikkerne en række broer og forsinkede evakueringen af de allieredes tropper. Et dødsfaldene fra den fejlslagne britiske aktion i Kandalaksja - en menig fra Ormesby i Yorkshire, der døde af sine skader den 26. september — var den sidste britiske soldat, der døde under interventionen i det nordlige Rusland.
På dette tidspunkt var de britiske tropper begyndt at trække sig tilbage til Archangelsk for at forberede sig på en evakuering. Om morgenen den 27. september 1919 forlod de sidste Allierede tropper Archangelsk, mens Murmansk blev forladt den 12. oktober.
Deltagende tropper fra de vestlige allieredes side
- Det Britiske Imperium
  - Royal Navy: en flåde bestående af over 20 skibe inklusive, heriblandt HMS Pegasus og HMS Nairana
  - British Army: 236th Infanteribrigade, 6th bataljon Royal Marine Light Infantry (RMLI), 548th (Dundee) Army Troops Company, Royal Engineers, 2/10th (Cyclist) Battalion, Royal Scots,[97] 52nd Battalion, Manchester Regiment, og elementer af Royal Dublin Fusiliers .
  - Slavisk-britisk Allieret Legion (SBAL): en britisk uddannet og ledet legion, der hovedsagelig bestod af udstationerede russiske anti-bolsjevikker, finske og estiske frivillige.
  - Canadisk feltartilleri (67. og 68. batteri fra 16. brigade, canadisk feltartilleri)
  - Royal Air Force: bestående af Airco DH.4-bombefly, Fairey Campania og Sopwith Baby søfly sammen med et enkelt Sopwith Camel jagerfly.[98][99]
- USA
  - North Russia Expeditionary Force (også kendt som Polar Bear Expedition): cirka 8.000 tropper fra den amerikanske hær. Ligeledes amerikanske jernbanetropper, der blev sendt til Murmansk for at betjene linjen fra Murmansk til Petrograd.
  - US Navy : krydseren USS Olympia i august og september 1918 (inklusive 53 personer, der var tilknyttet britiske flådeenheder)
- Frankrig: 2.000 soldater, hovedsageligt fra Armée coloniale og ingeniører.
- Andre lande: 1.000 serbiske og polske infanterister tilknyttet Den Hvide Hærs styrker i Nordrusland (særskilt fra styrkerne i Sibirien, som omfattede den tjekkoslovakiske legion); 1.200 italienere og et lille antal frivillige fra andre lande.

### Baltikum og det nordvestlige Rusland
Efter Estlands selvstændighedserklæring i 1918 havde den estiske hær opnået kontrol over størstedelen af Estland, men den estiske hær blev forsat mødt med modstand af blandt andet Den Estiske Røde Hær. Den estiske overkommando besluttede at krydse grænsen og invadere Rusland for at støtte Den Hvide Hær. De gik til angreb ved Narva, hvor de overraskede Den Røde hær og ødelagde den Røde hærs 6. division. Den estiske og Hvide Hærs offensiv blev støttet langs Den Finske Bugts kyst af Royal Navy og den estiske flåde samt marinesoldater. Natten til 4. december 1918 gik den britiske krydserHMS Cassandra på en tysklagt mine, mens hun var på patrulje nord for Liepāja, hvor hun sank og 11 besætningsmedlemmer omkom. På dette tidspunkt var den nye estiske regering svag og desperat. Den estiske premierminister bad Storbritannien om at sende tropper for at forsvare Tallinn og anmodede tilmed om, at Estland skulle erklæres som et britisk protektorat. Briterne ønskede ikke at imødekomme disse forespørgsler.
Britiske krydsere og destroyere sejlede efterfølgende op ad kysten tæt på den estisk-russiske grænse og affyrede en ødelæggende spærreild på bolsjevikkernes fremrykkende forsyningslinjer. Den 26. december erobrede britiske krigsskibe de bolsjevikkernes destroyere Avtroil og Spartak, som på det tidspunkt beskød havnen i Tallinn. Begge skibe blev efterfølgende overgivet til den estiske regering, der omdøbte dem til Lennuk og Vambola. De to skibe blev kernen i den estiske flåde.
Den estiske Pskov-offensiv begyndte den 13. maj 1919. De estiske regeringstropper nedkæmpede styrker fra Den Estiske Røde Hær og erobrede Pskov den 25. maj. Endvidere ryddede den estiske-offensiv territorierne mellem Estland og Velikaja-floden. Den 19. juni 1919 ophævede den estiske øverstkommanderende Johan Laidoner sin kommando over De Hvide russere, og disse blev omdøbt til den nordvestlige hær. Kort tid herefter tog general Nikolaj Judenitj kommandoen over tropperne.
Da de estiske regeringstropper nærmede sig, begik den bolsjevikiske garnison i Krasnaja Gorka-fortet mytteri. For at støtte mytteriet angreb en gruppe britiske kystmotorbåde under løjtnant Augustus Agars kommando den 17. juni 1919 havnen i Kronstadt og sænkede krydseren Oleg samt depotskibet Dvina. I et andet angreb i august blev den Røde flådes slagskibe Petropavlovsk og Andrei Pervozvanny beskadiget. Det lykkedes i forbindelse med angrebet også at ødelægge det vigtige russiske ubådsdepot. På trods af disse handlinger blev mytteriet i den Røde hær slået ned af bolsjevikkerne.
Den næste offensiv for den nordvestlige hær var planlagt til den 10. juli 1919, men de forsyninger, som man forventede fra de allierede, ankom ikke. Esterne ønskede heller ikke at fortsætte krigen, da den russiske bolsjevikiske regering med den oprindelige fredsslutning i april 1919 allerede havde garanteret anerkendelse af den uafhængige estiske stat. Så da den britiske general Gough den 8. august anmodede esterne om militær assistance til General Judenitj, blev denne anmodning mødt med en estisk anmodning om, at både Judenitj og de allierede til gengæld for assistancen skulle anerkende Estland som uafhængig stat. Goughs stedfortræder, brigadegeneral Frank Marsh, krævede, at Judenitj straks udstedte en erklæring, der officielt ville garantere de jure anerkendelse af Estland. Den 16. august offentliggjorde The Times aftalen, hvilket skabte vrede i det britiske udenrigsministerium og krigskabinet, hvilket i sidste ende medførte en reduktion af den militære bistand til Judenitj.
Den nordvestlige hær lancerede imidlertid operationen White Sword den 9. oktober; den sidste store indsats for at erobre Petrograd. Våbnene var leveret af Storbritannien og Frankrig, mens kampstyrkerne bestod af den estiske hær, den estiske flåde og Royal Navy. Det var briternes hovedformål med operationen at sikre, at Petrograd ville falde i Den Hvide Hærs kontrol. De estiske og britiske styrker foretog et fælles land- og flådeangreb mod Krasnaja Gorka, mens en estisk division forsøgte at fordrive Den Røde Hær tilbage over Velikaja-floden. En anden estisk division angreb byerne Pytalovo og Ostrov. Den nordvestlige hær lykkes med at rykke frem til omkring 16 km fra Petrograd, hvorefter Den Røde Hær afviste dem og fik dem fordrevet tilbage til Narva-floden. Da den estiske overkommando havde mistillid til De Hvide russere, afvæbnede og internerede de resterne af den nordvestlige hær, der trak sig tilbage bag statsgrænsen. Da det ikke lykkedes at indtage Petrograd, havde briterne ikke opnået deres hovedmål.
Betydelig uro fandt sted blandt britiske søfolk i Østersøen. Dette indebar små myterier blandt besætningerne på HMS Vindictive og HMS Delhi, sidstnævnte skyldes til dels admiral Cowans adfærd. Årsagerne var en generel krigstræthed (mange af besætningerne havde kæmpet under 1. verdenskrig), dårlig mad og indkvartering, mangel på orlov og virkningerne af den bolsjevikiske propaganda.
I alt mistede briterne 128 mænd i det baltiske felttog, mens mindst 27 også blev såret og 9 blev taget til fange. Storbritannien stillede omkring 90 skibe til rådighed for kampagnen, hvoraf 17 skibe gik tabt og omkring 70 blev beskadiget.

### Det sydlige Rusland og Ukraine
Den 18. december 1918, en måned efter våbenhvilen på Vestfronten, blev indsat franske tropper i Odessa og Sevastopol. I Odessa opstod en syv timer lang kamp mellem franskmændene og styrker fra den ukrainske folkerepublik, før franskmændene fik fuld kontrol over byen. Landsætningen var indledningen til interventionen i det sydlige Rusland (Ukraine), som skulle hjælpe med at forsyne general Denikins Hvide Hær, der kæmpede mod bolsjevikkerne i området. Felttoget involverede hovedsageligt franske, græske og polske tropper. Moralen hos de franske tropper og sømændene i den franske flåde i Sortehavet var lav, og de fleste ønskede at blive demobiliseret og sendt hjem. Moralen for de græske og polske tropper var ikke bedre. En lokal krigsherre, Ataman Nikifor Grigoriev, allierede sig med bolsjevikkerne den 18. februar 1919 og rykkede sin  sin hær frem mod de udenlandske angribere. Med sin hær på 10–12.000 mand angreb han først de allierede ved byen Kherson den 2. marts, som var besat af kun 150 franskmænd, 700 græske og et par hundrede frivillige med tvivlsomt tilhørsforhold. Efter hårde kampe blev byen indtaget den 9. marts. Franskmændene mistede 4 soldater mens yderligere 22 soldater blev sårede. De grækerne tabstal talte omkring 250 tilskadekomne, mens også lokale græske beboere blev også dræbt i kølvandet på kamphandlingerne. Efter erobringen af Kherson vendte Grigorev sine styrker mod byen Nikolaev, hvor der var endnu færre allierede tropper. Der var på dette tidspunkt forsat 12.000 veludrustede tyske tropper i byen, men de havde ikke til hensigt at deltage i kampene. Den lokale franske kommandør fik lov til at forhandle en våbenhvile med Grigoriev, og den 14. -16. marts blev alle de allierede og tyske tropper evakueret til søs uden kamp. I forbindelse med evakueringen efterlod de allierede sig betydelige mængder krigsmateriel.
I april 1919 blev tropperne trukket tilbage fra Odessa efter yderligere trusler fra Nikifor Grigorievs hær. Et stort mytteri blandt franske søfolk ved Sortehavet havde endvidere nødvendiggjort en tilbagetrækning. Nogle britiske søfolk, der blev sendt til Sortehavet, havde også gjort mytteri. De sidste allierede tropper forlod Krim den 29. april 1919.
General Wrangel reorganiserede sin hær på Krim, men med den forværrede situation flygtede han og hans soldater fra Rusland ombord på de allieredes skibe den 14. november 1920.

### Bessarabien
Efter at de bolsjevikiske styrker angreb regionen Bessarabien, besluttede den rumænske regering ledt af Ion I.C. Brătianu at gribe ind. Den 26. januar 1918 ankom en rumænsk division anført af general Ernest Broșteanu til Chișinău. De bolsjevikiske tropper trak sig som følge heraf tilbage til Tighina, og efter kampe trak de sig yderligere tilbage over Dnestr-floden. Slaget ved Tighina var én af de to mest betydelige operationer under Bessarabien-felttoget i 1918. Det varede i fem dage, mellem 20. og 25. januar, og endte med en rumænsk sejr, omend rumænerne led betydelige tab (141 døde). Rumænske erobrede endvidere 800 kanoner.
Det andet vigtige slag blev udkæmpet ved Vâlcov mellem den 27. januar og den 3. februar. Bolsjevikkernes krigsskibe formåede at forsinke rumænerne i flere dage, men skibene måtte trække sig tilbage den 3. februar. Senere samme dag besatte rumænske tropper Vâlcov. Rumænerne erobrede et landgangsfartøj samt flere kanoner.

### Sibirien
Den fælles Allierede intervention begyndte i august 1918. Storbritannien sendte en enhed bestående af 1.800 tropper til Sibirien under ledelse af den britiske fagforeningsleder og parlamentsmedlem for Labour, oberstløjtnant John Ward. Den første allierede styrke ankom til Vladivostok den 3. august. Nogle japanske tropper blev ligeledes landsat i Vladivostok, mens andre blev indsat langs grænsen mellem Kina og Rusland. Japanerne fik selskab af amerikanske, canadiske, franske og italienske tropper. Elementer fra den tjekkoslovakiske legion, som bolsjevikkerne havde tilladt rejse gennem Sibirien for at kunne tilslutte sig de allierede på Vestfronten, tilsluttede sig ligeledes de allierede styrker i Vladivostok.
Japanerne forventedes indledningsvis kun at sende omkring 7.000 tropper til ekspeditionen, men ved afslutningen af deres engagement i Sibirien havde de indsat 70.000. Indsættelsen af en så stor styrke fik de allierede vestmagter til at frygte, at japanerne havde skjulte hensigter. Den 5. september slog japanerne sig sammen med den tjekkiske legion, og et par dage senere sluttede også de britiske, italienske og franske tropper sig til tjekkerne i et forsøg på at genetablere østfronten vest for Uralbjergene. Som følge heraf vandrede de europæiske allierede magter mod vest. Canadierne forblev stort set i Vladivostok i løbet af hele interventionen. Japanerne, med deres egne mål for øje, nægtede at fortsætte vest for Bajkalsøen. Amerikanerne, der var mistroiske over for Japans hensigter, blev også tilbage for at holde øje med japanerne. I november besatte japanerne alle havne og større byer i de russiske maritime provinser og Sibirien øst for byen Tjita.
De allierede magter støttede fra sommeren 1918 De Hvide russiske tropper. Der var spændinger mellem de to anti-bolsjevikiske fraktioner - den Hvide hær ledet af admiral Aleksandr Koltjak og kosakkerne ledet af Grigorij Semojnov og Ivan Kalmykov — hvilket hæmmede indsatsen. De allierede styrker overtog pligter ved frontlinjen fra nogle af De Hvide styrker og hjalp dermed med at holde linjen mod bolsjevikkerne i det fjernøstlige Rusland. Den britiske enhed hjalp med at forsvare frontlinjen ved Kraevesk. Da de små allierede enheder var i undertal, blev de tvunget til at trække sig tilbage. To pansrede britiske tog hver udstyret med henholdsvis to kanoner og to maskingeværer blev sendt fra Vladivostok som forstærkninger. Den lille britiske enhed og andre allierede styrker, der alle opererede under japansk kommando, spillede en lille, men vigtig rolle i slaget ved Dukhovskaja den 23. - 24. august 1918. Fem bevæbnede bolsjevikiske tog blev angrebet, støttet af de to britiske pansrede tog. Japanerne mistede 600 soldater i kampene. Denne begrænsede, men afgørende, operation eliminerede fuldstændig den organiserede bolsjevikiske modstand på Ussuri-fronten.
I slutningen af oktober havde de britiske styrker afsluttet deres rejse vest fra Vladivostok og var ankommet til frontlinjerne ved Omsk. Tropperne opholdt sig i byen i de næste seks måneder i løbet af den kolde sibiriske vinter. Dette kan have spillet en rolle i forbindelse med Aleksandr Koltjaks kup den 17./18. november 1918, hvor han og andre kupmagere overtog magten i den kortlivede anti-bolsjevikiske Provisoriske alrussiske regering. Styrken forsatte sin fremrykning sammen med de tjekkiske og hvide russiske tropper, hvor de fortsatte med at yde artilleristøtte langs jernbanen fra Omsk til Ufa i oktober og november. Briterne udgjorde en vigtig del af den såkaldte 'Kama River Flotilla', en flodbåds-enhed, der hjalp De Hvide med at angribe bolsjevikkerne langs Kamafloden. De bombarderede Den Røde Hærs tropper, beskyttede broer og ydede direkte ildstøtte og angreb bolsjevikkernes skibe og både på floden. I en specifik operation sænkede de det bolsjevikiske flagskib på floden og ødelagde en anden båd. De britiske og de hvide styrker blev senere drevet tilbage af bolsjevikkernes fremrykning mod Perm. Den lille britiske styrke blev trukket tilbage i sommeren 1919. Alle tilbageværende allierede styrker blev evakueret i 1920, bortset fra japanerne, der blev til 1922.

### Kaukasus
Under 1. verdenskrig havde russiske og britiske styrker sikret kontrollen med Kaukasus og områderne syd og øst for det Kaspiske hav. For Storbritannien var det vigtigt at sikre, at tyske og osmanniske styrker ikke kunne få adgang til Indien via Kaukasus om Persien. Med Ruslands udtræden af 1. verdenskrig så Storbritannien med alvor på Centralmagternes muligheder for at nå igennem til Indien via Kaukasus. Som følge heraf etablerede Storbritannien i december 1917 militærenheden Dunsterforce bestående af mindre end 1.000 australske, britiske og canadiske tropper hentet fra vestfronten og fronten i Mesopotamien. Styrken var udstyret med pansrede biler og blev indsat i den persiske provins Hamadan. Enhedens mission var at indsamle information og at træne og lede lokale styrker og forhindre spredning af tysk og osmannisk propaganda.
Senere fik Dunsterforce ordre om indtage og beskytte Baku og byens oliefelter. Ved begyndelsen af den russiske borgerkrig blev Kaukasusregionen styret af tre de facto uafhængige stater; den mensjevik-dominerede Demokratiske Republik Georgien, Republikken Armenien og Den Aserbajdsjanske Demokratiske Republik. De tre republikker havde erklæret sig uafhængige af det russiske kejserrige i forbindelse med de russiske revolutioner og de vigtigste Hvide russiske styrker havde ingen kontrol over de nye republikker. Briterne frygtede, at Baku kunne blive erobret af Det Osmanniske Rige, da osmannernes styrker i området var på vej frem, og såfremt de fik kontrol over flåden i havnen, kunne de transportere tropper fra Baku til Krasnovodsk på den anden side af Det Kaspiske Hav. En sådan situation ville åbne Centralasien for tyrkerne og give dem adgang til Britisk Indien gennem Afghanistan.
Briterne ankom til Baku den 17. august 1918. Den britiske styrke talte på dette tidspunkt 1.200 mand. Dunsterforce blev oprindeligt forsinket af 3.000 bolsjevikiske tropper ved Enzeli, men fortsatte derefter med skib til Baku ved Det Kaspiske Hav. Baku var det primære mål for de fremrykkende osmanniske styrker, og Dunsterforce blev udsat for en kort, brutal belejring i september 1918. Briterne holdt ud i de første to uger af september og påførte osmannerne store tab. Et osmannisk angreb den 14. september 1918 tvang briterne til at trække sig tilbage fra Baku. Tropperne flygtede fra havnen på tre skibe den samme dag. I alt havde slaget om Baku resulteret i omkring 200 britiske tilskadekomne, heraf 95 døde.
Som følge af det osmanniske nederlag i 1. verdenskrig ved fredsslutningen i november 1918, måtte osmannerne imidlertid trække sine tropper tilbage fra Aserbajdsjans grænser. Under general William Thomsons kommando ankom en britisk styrke på 1.600 tropper til Baku den 17. november, og der blev indført undtagelsestilstand i hovedstaden i Aserbajdsjans Demokratiske Republik, indtil "den civile regering er stærk nok til at fritage styrkerne fra ansvaret om at opretholde den offentlige orden". Briterne besatte ligeledes de georgiske byer Tiflis og Batum samt den fulde længde af Baku-Batum-jernbanen, da briterne ønskede at beskytte denne strategiske linje, der forbandt Sortehavet med Det Kaspiske Hav. I januar 1919 talte den britiske tilstedeværelse hele 40.000 tropper. Disse britiske besættelser af territorium i Kaukasus var dels motiveret af et ønske om at beskytte den indiske flanke, dels sikre de lokale oliefelter. Men besættelserne var også motiveret af et ønske om at støtte de tre nye uafhængige stater[kilde mangler] og føre tilsyn med tysk og osmannisk tilbagetrækning. De britiske styrker tjente kun et defensivt formål[kilde mangler] og blev trukket tilbage i sommeren 1919, da der var brug for tropper andre steder. De sidste britiske styrker forlod Baku den 24. august 1919.

### Trans-kaspisk felttog
Briterne frygtede, at tyske og osmanniske styrker kunne trænge ind i russisk Centralasien via Det Kaspiske Hav til den centrale havn i Krasnovodsk på det Kaspiske Havs østlige bred. En sådan indtrængen kunne true de britiske interesser i Britisk Indien. Det trans-kaspiske område blev derfor et vigtigt interesseområde. En allieret militæraktion blev indledt den 11. august 1918, da general Malleson intervenerede og støttede den Transkaspiske regering, der i juli 1918 havde fordrevet de sovjetiske bolsjevikker i Tasjkent fra den vestlige del af den trans-kaspiske jernbane og havde overtaget kontrollen med Krasnovodsk. Malleson havde fået tilladelse til at intervenere med britiske tropper og tropper fra Det Britiske Imperium, og han sendte tropper til byen Baýramaly ved den trans-kaspiske jernbane. Den 28. august angreb bolsjevikkerne Kushkh ved den afghanske grænse, men blev afvist. Der var yderligere kamphandlinger ved byen Kaka den 28. august samt 11. og 18. september. De britiske styrker blev forstærket den 25. september af to eskadriller fra det 28. kavaleri. I strid med ønsker fra den indiske regering besluttede Malleson sig for at fortsætte felttoget ind i han ville gå imod den indiske regerings ønsker om at skubbe videre ind i Transkaspien og angribe bolsjevikkerne. De kæmpede sammen med transkaspiske tropper og kæmpede efterfølgende ved Arman Sagad (mellem 9. og 11. oktober) og Dushak (14. oktober). I Dushak mistede den britiske styrke +54 soldater, mens yderligere +150 soldater sårede. Briterne havde dog samtidig påført bolsjevikkerne 1.000 ofre. De britiske angreb fortsatte med at påføre bolsjevikkerne store tab.
Den 1. november havde den britiske styrke generobret Merv og efter instruktioner fra den britiske regering standset sin fremdrift og i stedet indtaget defensive stillinger ved Bairam Ali. De transkaspiske styrker fortsatte med at angribe bolsjevikkerne mod nord. Efter at de transkaspiske styrker blev ført til Uch Aji, sendte deres kommandant oberst Knollys det 28. kavaleri til støtte ved Annenkovo. I januar 1919 blev en enhed af det 19. Punjabi Rifles sendt til Annenkovo for at forstærke stillingen, hvor et andet slag fandt sted den 16. januar, der resulterede i et tab på 48 mand. I februar fortsatte briterne med at påføre de bolsjevikkerne store tab. Den britiske regering havde den 21. januar besluttet at trække styrken tilbage, og de sidste tropper rejste til Persien den 5. april 1919.

## Efterspil
De allierede behandlede ifølge John Bradley Den Hvide hærs generaler som "underdanige marionetter" og gav dem en lille grad af uafhængighed, hvilket var med til at give de hvide generaler et dårligt ry. Miskrediteringen af den hvide hær afstedkom, at flere tidligere kejserlige officerer sluttede sig til bolsjevikkerne, der fremstod som mere uafhængige og patriotiske. Dette hjalp bolsjevikkerne, da de herved også fik succes med at angribe De Hvide og skildre sig selv i et positivt lys.

### De allieredes tilbagetrækning
Den Røde Hær havde i løbet af 1919 opnået initiativet i borgerkrigen, og Den Hvide hærs indflydelse aftog. De Allierede trak sig tilbage i 1920. Det japanske militær fastholdte dog en tilstedeværelse i det russiske fjernøsten indtil 1922. Ligeledes fastholdt Japan en militær tilstedeværelse i det nordlige Sakhalin indtil 1925, hvor man underskrev den japansk-sovjetiske traktat i Beijing, hvilket medførte, at Japan accepterede at trække sine tropper tilbage fra Rusland. Til gengæld accepterede Sovjetunionen at respektere bestemmelserne i Portsmouth-traktaten indgået efter afslutningen af den russisk-japanske krig i 1905.
Præsident Woodrow Wilson havde den 6. december 1917 afbrudt alle diplomatiske forbindelse med Rusland, som en direkte konsekvens af Oktoberrevolutionen og bolsjevikkernes magtovertagelse, som Wilson ikke anerkendte. Til trods for at USA og Sovjetunionen havde omfattende kommercielle forbindelse op gennem 1920'erne anerkendte USA aldrig det sovjetiske styre og undlod derfor at etablere diplomatiske forbindelser med Sovjetunionen. Først under Franklin D. Roosevelt i 1933 anerkendte USA, som den sidste stormagt, officielt Sovjetunionen og etablerede diplomatiske forbindelser med landet.

### Historikeres vurdering
I 1957 skrev Frederick L. Schuman, at de vestlige allierede intervention som konsekvens "for evigt forgiftede relationerne mellem øst og vest og blev en af de væsentlige årsager, der ledte til 2. verdenskrig og senere kolde krig, og at fastlåse den gensidige mistillid og had, og som selv i dag truer med værre katastrofer i fremtiden." De sovjetiske ledere anså interventionen som et bevis på, at vestlige magter ønskede at ødelægge den sovjetiske regering, hvis den fik mulighed for det. Den nutidige historiker Robert Maddox sammenfattede konsekvenserne: "Den umiddelbare virkning af interventionen var at forlænge en blodig borgerkrig, hvilket kostede yderligere tusindvis af liv og forårsagede enorme ødelæggelser i et allerede plaget samfund."

Historikeren John Thompson hævder, at selvom interventionen ikke kunne stoppe den bolsjevikiske revolution i Rusland, forhindrede den dens spredning til Centraleuropa:
Den [interventionen] lykkedes imidlertid i at engagere revolutionære kræfter i det krigshærgede Øst- og Centraleuropa, der potentielt var mest modtagelige for den bolsjevikiske smitte, således disse var i stand til at genoprette nok social og økonomisk balance til at modstå bolsjevismen. Det interventionistiske forsøg efterlod en grim arv af frygt og mistro, hvilket påvirkede fremtidige relationer mellem Rusland og de andre stormagter, ligesom det styrkede de bolsjevistiske ledere, der forsøgte  at pålægge det russiske folk ubestridelig lydighed.

### Eftermæle
Winston Churchill, der havde været den mest fremtrædende tilhænger af interventionen i håb om at vælte bolsjevikkerne fra magten, beklagede længe De Allieredes manglende evne til at knuse sovjetstaten i sin barndom. Dette var især tilfældet under sammenbruddet af de vest-sovjetiske forbindelser i kølvandet på 2. verdenskrig og starten på Den Kolde Krig. I 1949 sagde Churchill følgende til det britiske parlament:
 “Jeg tror, den dag vil komme, hvor det vil blive anerkendt, ikke kun i den ene side af Huset, men i hele den civiliserede verden, at bolsjevismens kvælning ved dets fødsel ville have været en velsignelse for menneskeheden.”

I en anden tale i National Press Club, i Washington D.C. i juni 1954, beklagede Churchill:
 “Hvis jeg var blevet støttet ordentligt i 1919, tror jeg, at vi måske havde kvalt bolsjevismen i dens vugge, men alle rakte hænderne op og sagde: 'Hvor chokerende!’”

## Yderligere læsning
- Carley, Michael Jabara. "Allieret intervention og den russiske borgerkrig, 1917–1922," International History Review 11 # 4 (1989), s. 689–700 i JSTOR . Historiografi.
- Dobson, Christopher og Miller, John (1986). Den dag, hvor vi næsten bombet Moskva Den allierede krig i Rusland 1918-1920 (Hodder og Stoughton)
- Flake, Lincoln. "'Nonsens fra begyndelsen' - allieret intervention i Ruslands borgerkrig ved 100: Historiske perspektiver fra kamplande." Journal of Slavic Military Studies 32.4 (2019): 549-552. online
- Foglesong, David S. "Politikker mod Rusland og intervention i den russiske revolution." i Ross A. Kennedy red., A Companion to Woodrow Wilson (2013): 386–405.
- Foglesong, David S. (2014), America's Secret War Against Bolshevism: U.S. Intervention in the Russian Civil War 1917–1920, ISBN 97814696111369781469611136
- Fuldere, Howard. "Storbritannien og Ruslands borgerkrig:" Nødvendigheden af en bestemt og sammenhængende politik "." Journal of Slavic Military Studies 32.4 (2019): 553-559.
- Humphreys, Leonard A. (1996). The Way of the Heavenly Sword: The Japanese Army in the 1920s. Stanford University Press. ISBN 0-8047-2375-3.0-8047-2375-3
- Isitt, Benjamin (2010). From Victoria to Vladivostok: Canada's Siberian Expedition, 1917-19. University of British Columbia Press. ISBN 978-0-7748-1802-5. Arkiveret fra originalen 6. juli 2011.978-0-7748-1802-5
- Kurilla, Ivan. "Allieret intervention fra Ruslands perspektiv: moderne fortolkninger." Journal of Slavic Military Studies 32.4 (2019): 570-573.
- Long, John W. "Amerikansk intervention i Rusland: Den nordrussiske ekspedition, 1918-19." Diplomatisk historie 6.1 (1982): 45–68.
- Luckett, Richard. De hvide generaler: En beretning om den hvide bevægelse og den russiske borgerkrig (1971)
- Moffat, Ian CD The Allied Intervention in Russia, 1918–1920: The Diplomacy of Chaos (2015) uddrag
- Moore, Perry. Udstansning af virussen: allieret intervention i den russiske borgerkrig 1918–1920 (2002).
- Nelson, James Carl. Isbjørnexpeditionen: Heroes of America's Glemt Invasion af Rusland, 1918-1919 (2019) uddrag
- Plotke, AJ (1993). Imperial Spies Invade Russia. Westport CT, London: Greenwood Press. ISBN 0-313-28611-6.0-313-28611-6
- Richard, Carl J. "'Skyggen af en plan': Begrundelsen bag Wilsons sibiriske intervention fra 1918." Historiker 49,1 (1986): 64-84. Historiografi
- Silverlight, John. Sejrernes dilemma: allieret intervention i den russiske borgerkrig, 1917-1920 (1970).
- Swettenham, John. Allieret intervention i Rusland 1918-1919: og den rolle spillet af Canada (Routledge, 2017).
- Thompson, John M. "Allieret og amerikansk intervention i Rusland, 1918-1921," i Omskrivning af russisk historie: Sovjetiske fortolkninger af Ruslands fortid, red. Cyril E. Black (New York, 1962), s. 319–80. online, hvordan sovjetisk opfattelse ændrede sig over tid.
- Trani, Eugene P. "Woodrow Wilson og beslutningen om at gribe ind i Rusland: en genovervejelse." Journal of Modern History 48.3 (1976): 440-461. i JSTOR
- Unterberger, Betty Miller. "Woodrow Wilson og bolsjevikkerne:" Syretesten "af forhold mellem sovjet og Amerika." Diplomatisk historie 11.2 (1987): 71–90.
- Willett, Robert L. (2003). Russian Sideshow: America's Undeclared War, 1918–1920. Washington D.C.: Brassey's. ISBN 1-57488-429-8.1-57488-429-8

## Eksterne links
- Foreign intervention (Russian Civil War). Britannica.
- Britain’s Russian fiasco: the Allied intervention in the Russian civil war. HistoryExtra.